# Prosiren
Prosiren is een geslacht van uitgestorven amfibieën binnen de familie Prosirenidae. Het werd oorspronkelijk geplaatst in de familie Sirenidae.
De typesoort Prosiren elinorae werd in 1958 benoemd door Colman J. Goin en Walter Auffenberg. De geslachtsnaam betekent vóór Siren, het moderne salamandergeslacht. Er werd geen etymologie voor de soortaanduiding gegeven maar Auffenberg was gehuwd met Elinor Ann Wright.
Het holotype is FNHM PR391, een ruggenwervel gevonden in de Turtle Gully, deel van het Greenwood Canyon Gully systeem, ten zuidwesten van Forestburg, Montague County, Texas, in een laag van de Antlersformatie die dateert uit het Albien.